# Metopa layi
Metopa layi är en kräftdjursart som beskrevs av Gurjanova 1948. Metopa layi ingår i släktet Metopa och familjen Stenothoidae. Inga underarter finns listade i Catalogue of Life.